# Paragonia inornata
Paragonia inornata là một loài bướm đêm trong họ Geometridae.